# Andy Hilbert
Andrew John Hilbert, detto Andy (Howell, 6 febbraio 1981), è un ex hockeista su ghiaccio statunitense.

## Carriera
In NHL ha indossato le maglie di Boston Bruins (2001/02, 2002/03, 2003/04), Chicago Blackhawks (2005/06), Pittsburgh Penguins (2005/06), New York Islanders (2006-2009) e Minnesota Wild (2009/10).
Nel corso della sua carriera ha anche giocato in AHL con Providence Bruins (2001/02, 2002/03, 2003/04, 2004/05) e Houston Aeros (2009/10).
Con la nazionale statunitense ha preso parte a tre edizioni dei campionati mondiali (2002, 2004 e 2006), conquistando la medaglia di bronzo in quella del 2004.

## Palmarès

### Mondiali
- 1 medaglia:
  - 1 bronzo (Repubblica Ceca 2004)